# ハイメ・マジョール・オレハ
ハイメ・マジョール・オレハ（Jaime Mayor Oreja, 1951年7月12日 – ）は、スペイン・サン・セバスティアン出身の政治家。

## 経歴
マジョール・オレハは大学では農業工学を専攻。1977年に民主中道連合(UCD)に加わり、1979年から1982年までギプスコア県選挙区からスペイン下院議員に選出された。1980年3月9日にはバスク自治州議会議員に選出された。1982年に民主中道連合が解散すると国民同盟（国民党の前身）に転じ、1982年7月30日には国民同盟のレオポルド・カルボ＝ソテーロ首相によってバスク自治州における政府の代理人に任命された。10月16日にはオフィスの窓から手榴弾を投げ入れられる事件があったが無傷だった。1982年の総選挙ではスペイン社会労働党(PSOE)が与党の座に就き、12月29日には社会労働党から首相に就任したフェリペ・ゴンサレスによって代理人の任を解かれた。
1996年5月には国民党(PP)の第1次ホセ・マリア・アスナール内閣の内務大臣に就任し、2001年2月に辞任するまで大臣を務めた。2001年にはバスク自治州政府首相（レンダカリ）選挙に立候補したが、現職のフアン・ホセ・イバレチェに敗れた。2004年から2014年には欧州議会議員を務めた。政治家としてはバスク祖国と自由(ETA)に対して強い姿勢で臨んだ。

## 親族
オレハ家は政治家の家系であり、祖父のマルセリーノ・オレハ・エロセギ(1891-1935)はカルリスタの政治家、叔父のマルセリーノ・オレハ・アギーレ(1935-)は国民党(PP)議員。